# State Parks in Arizona
Dies ist eine Liste der State Parks im US-Bundesstaat Arizona.
Seit dem Jahr 2009 und fortgesetzt 2010 muss Arizona aus Geldmangel einige Parks schließen. Ursprünglich war geplant, die Mehrzahl stillzulegen, durch Kooperationen mit Gemeindeverwaltungen, Wirtschaftsverbänden und Counties konnten mehrere von der Schließung bedrohte Parks gesichert werden.

## Alphabetische Auflistung
- Alamo Lake State Park
- Boyce Thompson Arboretum State Park
- Buckskin Mountain State Park
- Catalina State Park
- Cattail Cove State Park
- Dankworth Pond State Park
- Dead Horse Ranch State Park
- Fool Hollow Lake Recreation Area
- Fort Verde State Historic Park
- Granite Mountain Hotshots Memorial State Park
- Havasu Riviera State Park
- Homolovi State Park
- Jerome State Historic Park
- Kartchner Caverns State Park
- Lake Havasu State Park
- Lost Dutchman State Park
- Lyman Lake State Park
- McFarland State Historic Park
- Oracle State Park
- Patagonia Lake State Park
- Picacho Peak State Park
- Red Rock State Park
- Riordan Mansion State Historic Park
- River Island State Park
- Rockin’ River Ranch State Park
- Roper Lake State Park
- San Rafael State Natural Area
- Slide Rock State Park
- Sonoita Creek State Natural Area
- Tombstone Courthouse State Historic Park
- Tonto Natural Bridge State Park
- Tubac Presidio State Historic Park
- Verde River Greenway State Natural Area
- Yuma Quartermaster Depot State Historic Park
- Yuma Territorial Prison State Historic Park

## Galerie

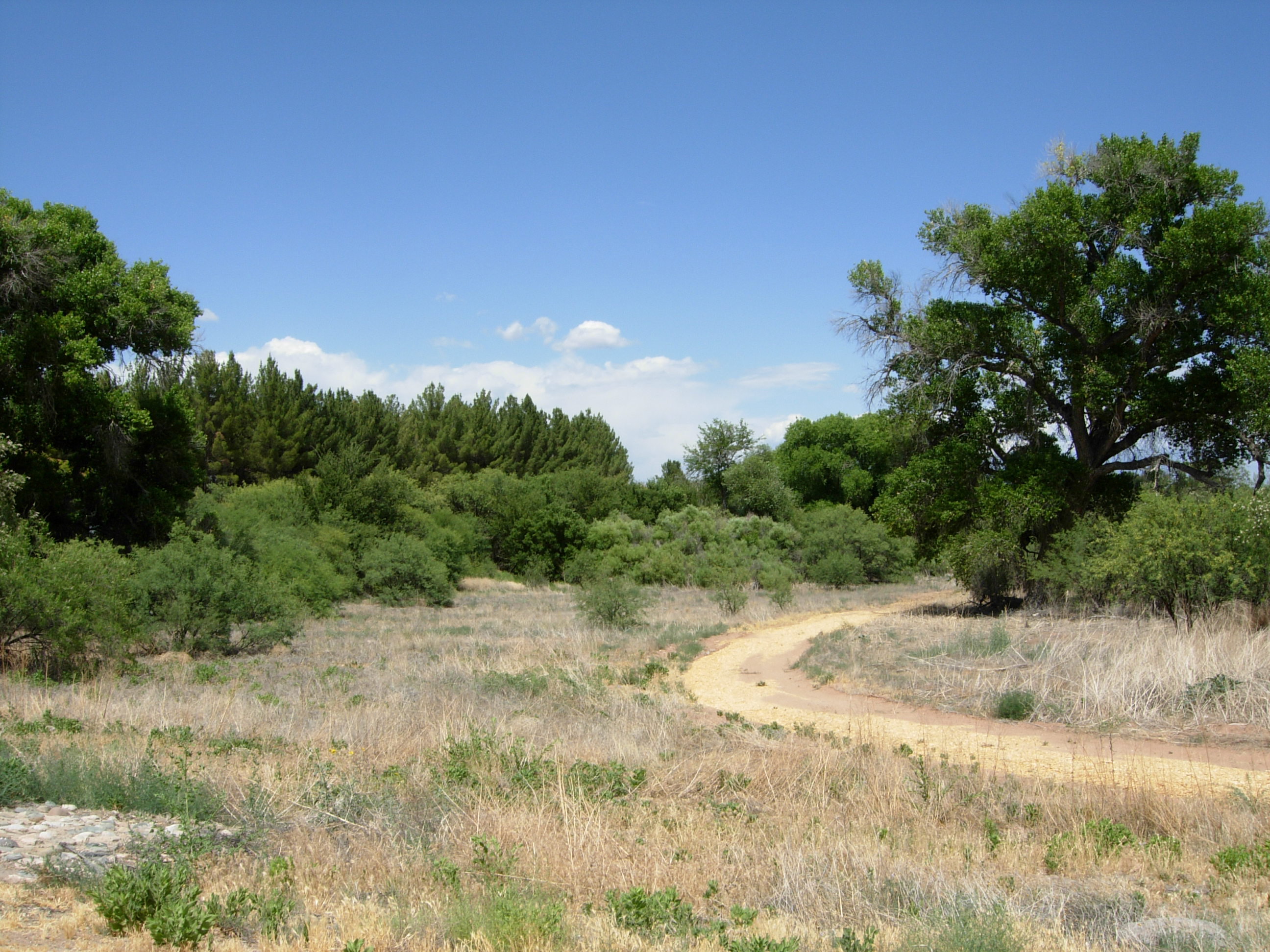
Dead Horse Ranch State Park
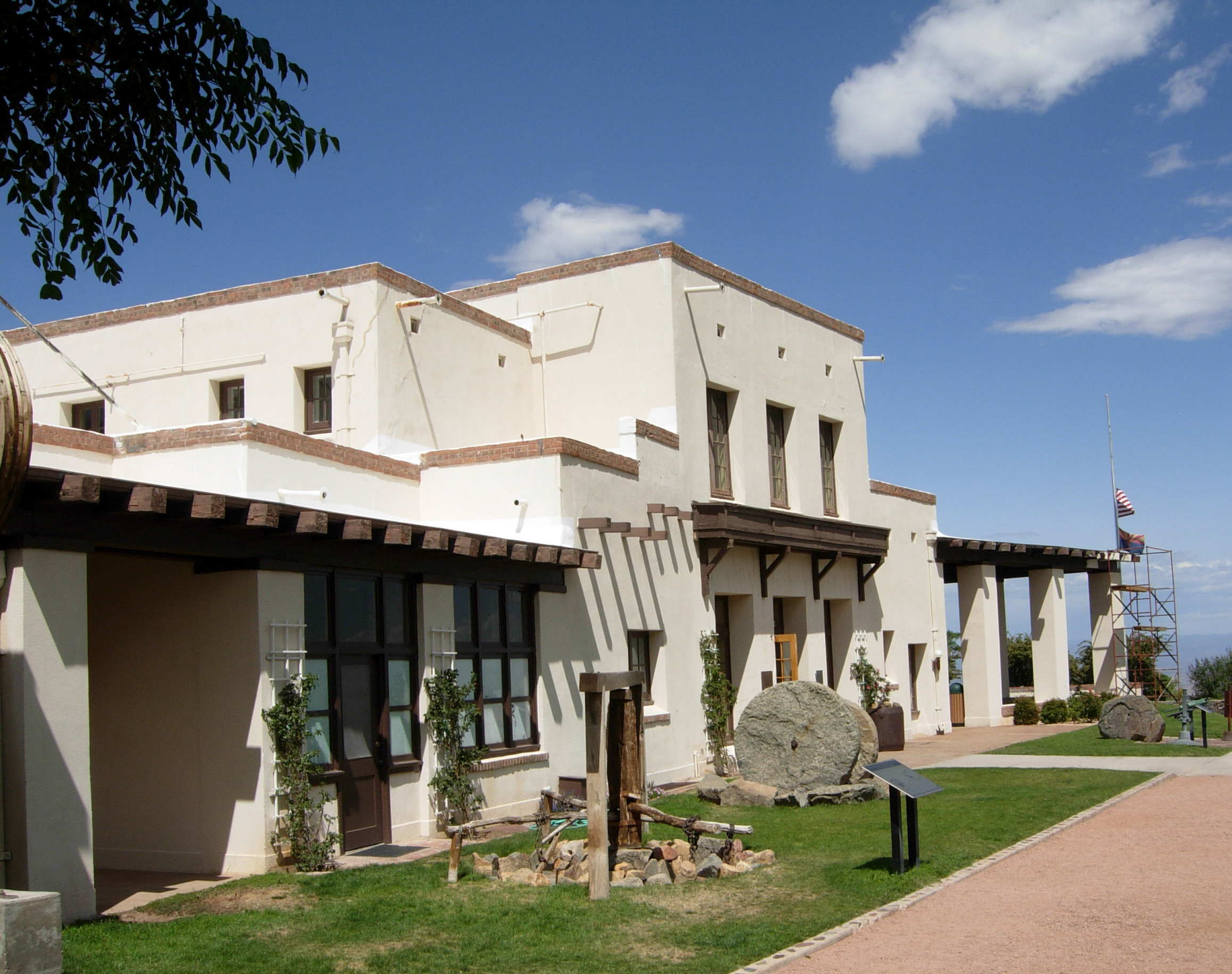
Jerome State Historic Park
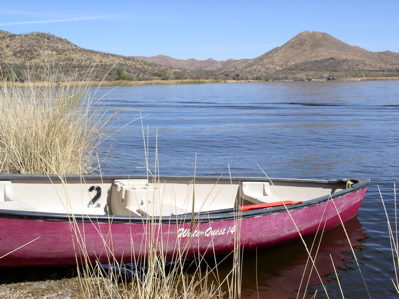
Patagonia Lake State Park
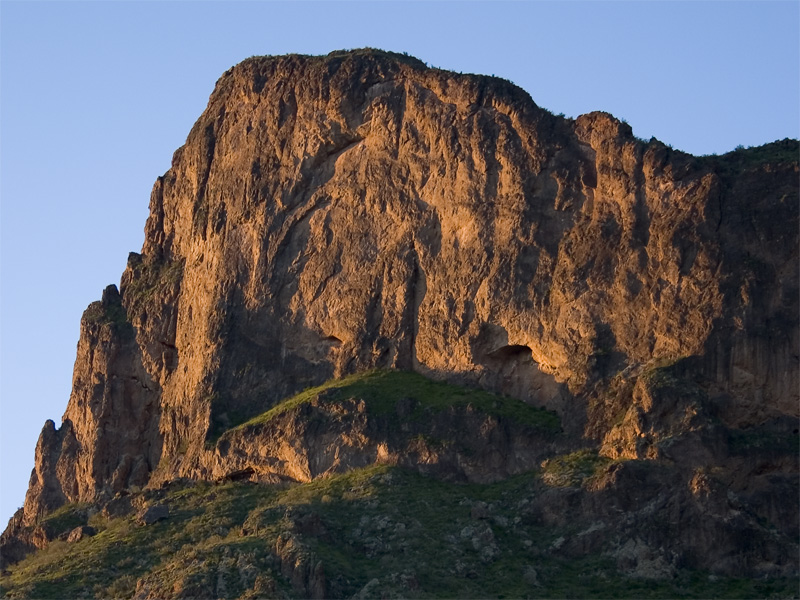
Picacho Peak State Park
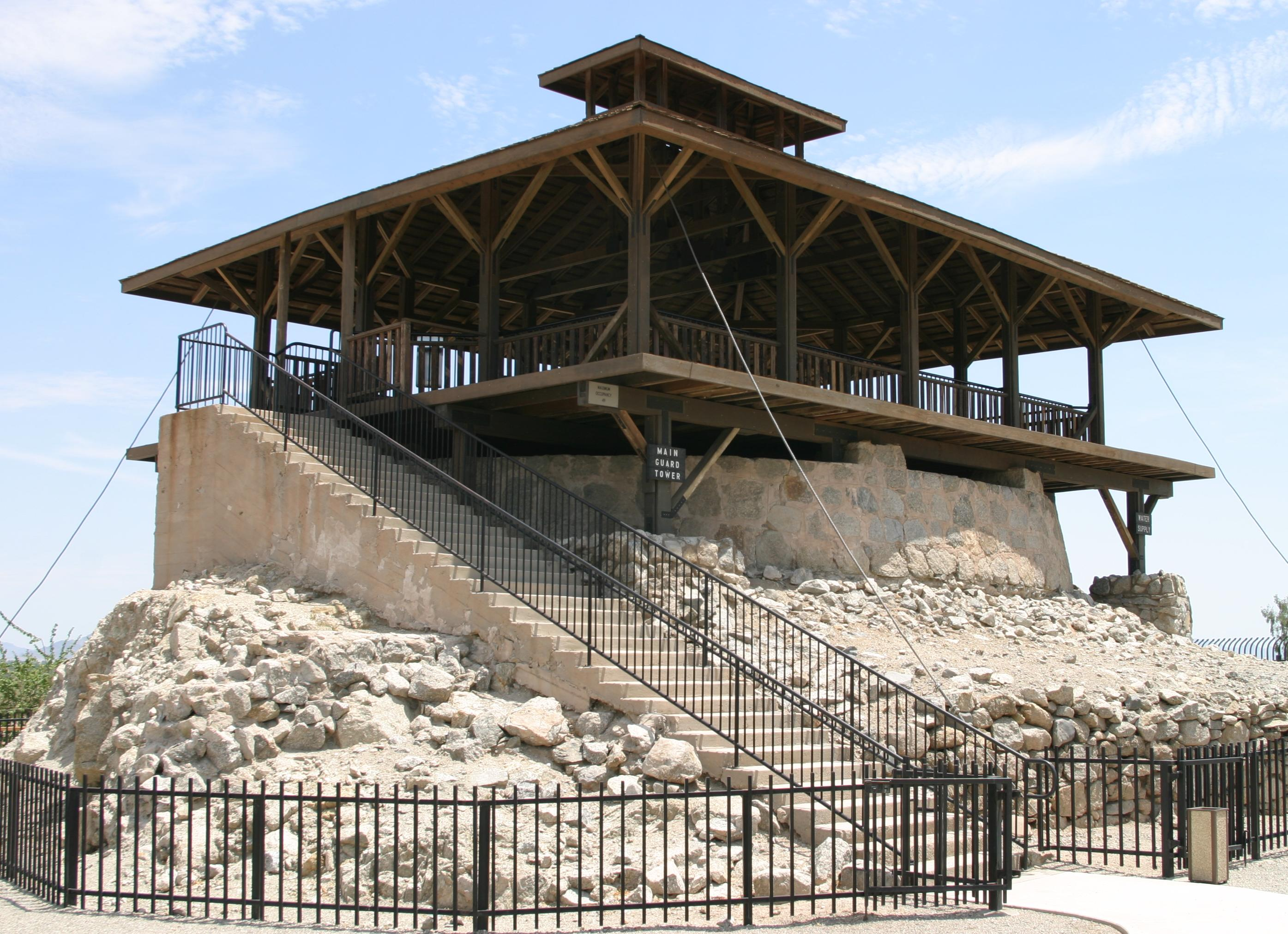
Yuma Territorial Prison State Historic Park